# Fukuchiyama
Fukuchiyama (japanska: 福知山市?, Fukuchiyama-shi) är en stad i Kyoto prefektur i Japan. Staden fick stadsrättigheter 1937.